# Alejandro Tommasi
Alejandro Casares Tommasi (Ciudad de México, 14 de agosto de 1957), conocido como Alejandro Tommasi, es un actor de cine, de teatro y de televisión y cantante mexicano que ha participado en obras de teatro, telenovelas y películas.

## Biografía
Realizó sus estudios primarios y secundarios en la escuela Nicolás San Juan. En 1965, ingresó a la Escuela Nocturna de Música del Instituto Nacional de Bellas Artes. Cursó durante 4 años estudios de solfeo, piano, percusiones, clases de canto, conjuntos corales, hasta 1969. El bachillerato lo cursa en la preparatoria de la Universidad Nacional Autónoma de México (UNAM). EN 1977 inicia la licenciatura de Literatura y Teatro de la UNAM, en donde sus maestros fueron Ruelas, Eimeė Wagner (hija de Fernando Wagner). Gracias a su desempeño mostrado en la institución, dos años después se le otorgó una beca para que estudiara arte dramático, jazz, dance, tap dance, canto, acrobacia y composición de piano con la maestra Viola Spolin, jazz dance con Russell Clarck, tap dance con Lyn Fields, y clases de canto y composición en Los Ángeles, California (Estados Unidos) durante seis meses.
El 1982, se integra al Teatro Estudio “G” del maestro Juan José Gurrola; durante dos años trabajó como asistente personal del maestro Gurrola.
Son más de 50 telenovelas las que forman parte de su experiencia en la televisión, entre las que más destacan se encuentran El hogar que yo robé, Bianca Vidal, Carrusel, Imperio de cristal, La antorcha encendida, Tres mujeres, El manantial, Siempre te amaré, Luz Clarita, Amy, la niña de la mochila azul, En carne propia, El extraño retorno de Diana Salazar, Retrato de familia, Carita de ángel, Destilando amor, Tormenta en el Paraíso, Retrato de familia, Luz Clarita, Bajo la misma piel, Sortilegio, Hasta el fin del mundo, Capricho, La doble vida de Estela Carrillo, Corazón indomable, Por amar sin ley, entre otras. 
En 2003, es convocado para unirse al elenco de Bajo la misma piel, compartiendo roles con Juan Soler, Kate del Castillo, Alejandro Camacho y Diana Bracho. Álex, como sus amigos le llaman, es admirador de Anthony Hopkins y Meryl Streep. El rey Lear, Hamlet, El león en invierno, El violinista en el tejado, El dandy del hotel Savoy, El rehén, La amistad castigada, Rancho Hollywood, Aventurera y La dama de negro son sólo algunas de las más de 50 obras de teatro en las que ha participado. Entre las películas que ha hecho se encuentran Lola, Perfume efecto inmediato, Sobrenatural, Por la libre, Amor a ciegas, El último evangelio y Ciudades obscuras entre muchas más.
En 2005, Carla Estrada lo llamaría para interpretar el papel de Felipe Alvarado en Alborada. En 2007, sería convocado por el productor Nicandro Díaz González para integrarse al elenco de Destilando amor. A mediados de ese mismo año, al término de la telenovela, se incorporaría al elenco de Tormenta en el paraíso bajo la mano de Juan Osorio, en donde interpreta a ‘Eliseo Bravo’. En 2008, Carla Estrada volvería a llamarlo para actuar en su nueva producción, Sortilegio.
Tommasi dio vida al cura Miguel Hidalgo en la serie fílmica Gritos de muerte y libertad, que se transmitió en 2010 con motivo del Bicentenario de la Independencia de México. Dicha producción ganó el Premio TVyNovelas a la Mejor Serie hecha en México, y Tommasi fue premiado como mejor actor del reparto.
En 2011, actúa en la telenovela La fuerza del destino, de Rosy Ocampo, en el papel de ‘Gerardo’, un hombre débil de carácter que encuentra el amor muy tarde en su vida y quien no ha podido ser una firme figura paterna para sus hijas ‘Lucía’ y ‘Mari Paz’, protagonista y antagonista de la historia, respectivamente. En 2013, realiza una participación especial en la telenovela de Rosy Ocampo, Mentir para vivir, donde personifica a Gabriel Sánchez Fernández. Sin embargo, ese mismo año se une al elenco de Corazón indomable, en donde da vida al Gobernador de Isla Dorada. En 2013, actúa en la telenovela Quiero amarte, de Carlos Moreno, en el papel de 'Omar'. En 2014, sería convocado por el productor Nicandro Díaz González para integrarse al elenco de Hasta el fin del mundo.
En 2016, interpreta al villano principal Demián Ferrer Bilbatúa dentro del melodrama Corazón que miente, última producción de MaPat López de Zatarain, protagonizada por Thelma Madrigal, Pablo Lyle y Diego Olivera.
A principios de 2017, encarna al villano secundario Mr. Blake en La doble vida de Estela Carrillo de Rosy Ocampo, protagonizada por Ariadne Díaz y David Zepeda.
En 2018, se integra a la serie televisiva Por Amar Sin Ley hasta 2019. 
En 2002, cumple 10 años de pertenecer al elenco de la obra de teatro La Dama de Negro y 26 años ininterrumpidos. 
En diciembre de 2019, Alejandro Tommasi lanza su sencillo musical El Último, acompañado de temas brindados por grandes compositores, Bruno Danzza, Juan Gabriel, Víctor Cordero, José Alfredo Jiménez, Joan Sebastian, Alberto Chávez, Martín Urueta, Marco Antonio Solís, Javier Solís, Lázaro Muñiz, Teodoro Bello, César Aurelio, en todas las plataformas musicales.
En 2020 continúa presentando La dama de Negro.
En cine ha participado en más de 60 películas y 15 cortometrajes, destacando Por La Libre, Cuando las Cosas Suceden, Huapango, Cementerio de Papel, Sobrenatural, El Gato de la Sierra, Perfume Efecto Inmediato, Espinas.
Ha participado en series como Mujer, casos de la vida real, Gritos de Muerte y Libertad, Los Simuladores, Mujeres Asesinas, Hermanos y Detectives, Gossip Girl Acapulco, Acapulco Heat, Nosotros Los Guapos, La Rosa de Guadalupe, Como dice el Dicho, Esta Historia me Suena, La Hora Pico.
En septiembre de 2022, años después de haber declarado abiertamente su homosexualidad, el actor declaró que su orientación sexual cambió, declarándose pansexual.

## Filmografía

### Cine
- Yo soy Pepito (2016): Jesús
- El diario de una prostituta (2013): procurador
- El quinto mandamiento (2011)
- Marcelino, pan y vino (2010): padre Guardián
- El último evangelio (2008): cardenal
- Cuando las cosas suceden (2007): Sebastián Serratos
- Comentario de papel (2007): comandante
- Alta infidelidad (2006): Javier
- Mujer alabastrina (2006)
- Espinas (2005): Huker
- Huapango (2004): Otilio
- El misterio de los almendros (2004): don Joaquín
- El Nahual (2004)
- Las ciudades oscuras (2002): Rubio
- Blind Heat (2001): Mauricio
- Por la libre (2000): Luis
- Sofía (2000): David
- Si nos dejan (1999)
- El regreso del gato (1998)
- Las noches de aventurera (1998): Bugambilia
- El gato de la sierra (1997)
- Sobrenatural (1996): Andrés Berthier
- Coleccionistas (1996): orador
- La crisalida (1996)
- Parábola (1995)
- Perfume, efecto inmediato (1994)
- Cita con la muerte (1989): Rafael
- Zapata en Chinameca (1987)
- Rumbotica (1987)
- Te invitamos (1986)

### Televisión
| Año       | Título                              | Personaje                    | Notas                                                       |
| --------- | ----------------------------------- | ---------------------------- | ----------------------------------------------------------- |
| 1980-1981 | Colorina                            | Doménico                     | 70 episodios                                                |
| 1981      | El hogar que yo robé                | Daniel                       | 20 episodios                                                |
| 1981      | Espejismo                           | Dr. Ramírez                  | 3 episodios                                                 |
| 1982      | Bianca Vidal                        | Dr. Torres                   | 40 episodios                                                |
| 1982-1983 | Gabriel y Gabriela                  | Sergio                       | 35 episodios                                                |
| 1984      | Guadalupe                           | Andrés                       | 100 episodios                                               |
| 1984-1986 | Principessa                         | César                        | 256 episodios                                               |
| 1986      | Monte Calvario                      | Caleta Montero               | 150 episodios                                               |
| 1986      | Martin Garatuza                     | El Ahuizote                  | 80 episodios                                                |
| 1988      | La hora marcada                     | Rafael Herrera               | Episodio: "Concierto para mano izquierda"                   |
| 1988-1989 | El extraño retorno de Diana Salazar | Adrián Alfaro                | 54 episodios                                                |
| 1989      | Papá soltero                        | Roberto                      | 5 episodios                                                 |
| 1989-1990 | Carrusel                            | Alberto del Salto            | 105 episodios                                               |
| 1990-1991 | En carne propia                     | Alexis Berkauten "El Albino" | 185 episodios                                               |
| 1993      | Capricho                            | Tomás Ruiz                   | 115 episodios                                               |
| 1994-1995 | Imperio de cristal                  | Octavio Lombardo             | 30 episodios                                                |
| 1995      | Bajo un mismo rostro                | Manuel Gorostiaga            | 100 episodios                                               |
| 1995-1996 | Retrato de familia                  | Nicolás Negrete              | 90 episodios                                                |
| 1996      | María la del barrio                 | Dr. Keller                   | 10 episodios                                                |
| 1996      | La antorcha encendida               | José Nicolás de Michelena    | 100 episodios                                               |
| 1996-1997 | Luz Clarita                         | Padre Salvador Uribe         | 105 episodios                                               |
| 1997      | Pueblo chico, infierno grande       | Malfavón Heredia             | 75 episodios                                                |
| 1998-2006 | Mujer, casos de la vida real        | Varios personajes            | 37 episodios                                                |
| 1999-2000 | Tres mujeres                        | Mario Espinosa               | 280 episodios                                               |
| 2000      | Siempre te amaré                    | Octavio Elizondo             | 135 episodios                                               |
| 2000-2001 | Carita de ángel                     | Jaime Alberto                | 55 episodios                                                |
| 2001-2002 | El manantial                        | Justo Ramírez                | 95 episodios                                                |
| 2003-2004 | Bajo la misma piel                  | Eugenio Rioja                | 92 episodios                                                |
| 2004      | Amy, la niña de la mochila azul     | Claudio Rosales              | 115 episodios                                               |
| 2005      | Bajo el mismo techo                 | Genaro Garza                 | 30 episodios                                                |
| 2005-2006 | Alborada                            | Felipe Alvarado Solares      | 62 episodios                                                |
| 2006      | La hora pico                        | Él mismo / Varios personajes | Episodio: "Invitado: Alejandro Tommasi"                     |
| 2007      | Destilando amor                     | Bruno Montalvo               | 160 episodios                                               |
| 2007-2008 | Tormenta en el paraíso              | Eliseo Bravo                 | 185 episodios                                               |
| 2009      | Sortilegio                          | Samuel Albeniz               | 1 episodio                                                  |
| 2009      | Hermanos y detectives               | Jeremías Santana             | 5 episodios                                                 |
| 2010      | Gritos de muerte y libertad         | Miguel Hidalgo y Costilla    | 5 episodios                                                 |
| 2010      | Mujeres asesinas                    | Alfonso                      | Episodio: "Irma, la de los peces"                           |
| 2011      | La fuerza del destino               | Gerardo Lomelí               | 69 episodios                                                |
| 2012-2018 | La rosa de Guadalupe                | Varios personajes            | 6 episodios                                                 |
| 2012-2018 | Como dice el dicho                  | Varios personajes            | 7 episodios                                                 |
| 2013      | Gossip Girl Acapulco                | Ricardo Montalvo             | 6 episodios                                                 |
| 2013      | Corazón indomable                   | Bartolomé Montenegro         | 40 episodios                                                |
| 2013      | Mentir para vivir                   | Gabriel Sánchez              | 35 episodios                                                |
| 2013-2014 | Quiero amarte                       | Omar Vásquez                 | 78 episodios                                                |
| 2014-2015 | Hasta el fin del mundo              | Fausto Rangel                | 180 episodios                                               |
| 2016      | Corazón que miente                  | Demián Bilbatúa              | 71 episodios                                                |
| 2017      | La doble vida de Estela Carrillo    | John Blake Green “Mr. Blake” | 54 episodios                                                |
| 2017      | Hoy voy a cambiar                   | Néstor Alfonso               | 17 episodios                                                |
| 2017      | Nosotros los guapos                 | Prudencio "Chuy" Hurtado     | Episodio: "Los panaderos"                                   |
| 2018-2019 | Por amar sin ley                    | Nicolás Morelli              | 104 episodios                                               |
| 2020      | Esta historia me suena              | Emilio / Fabiolo             | Episodio: "Con todos menos conmigo" Episodio: "Shabadabadá" |
| 2020-2021 | Quererlo todo                       | Aarón Estrada                | 122 episodios                                               |
| 2022      | Contigo sí                          | Imanol Yazbek                | 15 episodios                                                |
| 2022      | Albertano contra los mostros        | Prudencio Hurtado            |                                                             |
| 2022      | Hasta que la plata nos separe       | Benjamín Maldonado           |                                                             |
| 2023      | Tierra de esperanza                 | Esteban Arteaga Portillo     |                                                             |
| 2025      | Juegos de amor y poder              | Francisco Avendaño           |                                                             |

### Teatro
- Ménage à Trois (2013)
- Mi bella dama (2002)
- La dama de negro (2001)
- Aventurera (1997)
- Rancho Hollywood (1996)
- La amistad castigada (1996)
- El jorobado de Notre Dame (1996)
- Un espíritu travieso (1996)
- El cuento de nunca acabar (1995)
- La amistad castigada (1994)
- Homicidio calificado (1994)
- Festival de teatro del Siglo de Oro (1992)
- Siempre ayuda la verdad (1991)
- El Dandy del hotel Savoy (1990)
- Los reyes del mundo (1990)
- El Sr. Ta Ka Brown (1990)
- Las aventuras de un ángel (1989)
- Jornadas Alarconianas II (1989)
- La ilustre cuna (1989)
- Viento sur (1974)

## Premios y nominaciones

### Premios TVyNovelas
| Año  | Categoría              | Telenovela                       | Resultado |
| ---- | ---------------------- | -------------------------------- | --------- |
| 2018 | Mejor primer actor     | La doble vida de Estela Carrillo | Nominado  |
| 2017 | Mejor actor antagónico | Corazón que miente               | Nominado  |
| 2016 | Mejor actor de reparto | Hasta el fin del mundo           | Nominado  |
| 2009 | Mejor actor antagónico | Tormenta en el paraíso           | Nominado  |
| 2008 | Mejor actor coestelar  | Destilando amor                  | Ganador   |
| 2002 | Mejor villano          | El manantial                     | Ganador   |
| 1996 | Mejor villano          | Retrato de familia               | Nominado  |
| 1995 | Mejor actor de reparto | Imperio de cristal               | Nominado  |

### Galardón a los Grandes 2011
| Categoría   | Persona           | Resultado |
| ----------- | ----------------- | --------- |
| Trayectoria | Alejandro Tommasi | Ganador   |

### Premios Bravo
| Año  | Categoría                     | Trabajo nominado | Resultado |
| ---- | ----------------------------- | ---------------- | --------- |
| 1999 | Mejor Actor de Teatro Popular | Aventurera       | Ganador   |
| 2002 | Mejor actor antagónico        | El manantial     | Ganador   |

### Premios El Heraldo de México
| Año  | Categoría                 | Telenovela   | Resultado |
| ---- | ------------------------- | ------------ | --------- |
| 2002 | Mejor Actor de Televisión | El manantial | Nominado  |

### Premios INTE
| Año  | Categoría        | Nominados    | Resultado |
| ---- | ---------------- | ------------ | --------- |
| 2003 | Actor de reparto | El manantial | Nominado  |

### Premios Diosa de Plata
| Año  | Categoría           | Película | Resultado |
| ---- | ------------------- | -------- | --------- |
| 2005 | Mejor actor de cine | Huapango | Ganador   |

### Premios de la Asociación de Cronistas y Periodistas Teatrales (ACPT)
| Año  | Categoría              | Obra de Teatro | Resultado |
| ---- | ---------------------- | -------------- | --------- |
| 2013 | Mejor actor de comedia | Menage a trois | Nominado  |

### Premios de la Agrupación de Periodistas Teatrales (APT)
| Año  | Categoría                                 | Obra de Teatro           | Resultado |
| ---- | ----------------------------------------- | ------------------------ | --------- |
| 2013 | Premio Ignacio López Tarso al Mejor actor | Menage a trois           | Nominado  |
| 1998 | Premio Ignacio López Tarso al Mejor actor | Aventurera               | Ganador   |
| 1990 | Premio Ignacio López Tarso al Mejor actor | El Dandy del Hotel Savoy | Ganador   |

### Premios de la Asociación Mexicana de Críticos de Teatro (AMCT)
| Año  | Categoría   | Obra de Teatro                      | Resultado |
| ---- | ----------- | ----------------------------------- | --------- |
| 1998 | Mejor actor | Aventurera                          | Ganador   |
| 1993 | Mejor actor | Festival de teatro del Siglo de Oro | Ganador   |
| 1990 | Mejor actor | El Dandy del Hotel Savoy            | Ganador   |

### Premios Califa de Oro
| Año  | Categoría   | Serie de televisión         | Resultado |
| ---- | ----------- | --------------------------- | --------- |
| 2010 | Mejor actor | Gritos de muerte y libertad | Ganador   |